# Санкт-Георгенбергский договор
Санкт-Георгенбергский договор (нем. Georgenberger Handfeste) — соглашение, заключенное 17 августа 1186 года на Георгенбергском холме в районе Энса, между Отакаром IV, герцогом Штирии, и Леопольдом V, герцогом Австрии. Согласно договору, после смерти Отакара IV Штирия объединялась с Австрией.
Отакар IV был последним представителем династии фон Траунгауер, правящей в Штирии с 1056 года. Он не имел детей, а сам был болен проказой, заразившись этой болезнью во время крестового похода.
По условиям Санкт-Георгенбергского договора Штирия после смерти Отакара IV должна была перейти под власть Леопольда V Австрийского или его сына. В дальнейшем Штирия и Австрия должны были оставаться единым государством под управлением австрийского правящего дома (в то время — Бабенберги). В то время Штирийское герцогство включало не только территорию современной земли Штирии, но и северо-восточную часть Словении с Марибором, а также значительные земли в Нижней и Верхней Австрии (c городами Вельс, Штайр, Питтен). Леопольд V, в свою очередь, гарантировал сохранение прав и привилегий штирийских сословий в составе единого государства, в том числе неподчинение штирийских министериалов австрийской фискальной системе и их право апелляции на действия герцога императору. Договор был одобрен императором Генрихом VI и собранием штирийских сословий.
Отакар IV скончался в 1192 году, и Леопольд V стал герцогом Штирии. После его смерти в 1194 году Штирия ненадолго отделилась от Австрии, перейдя под власть младшего сына герцога Леопольда VI. Но уже в 1196 году Австрия и Штирия были вновь объединены и с тех пор оставались (кроме нескольких недолгих периодов) единым государством.
Санкт-Георгенбергский договор был первым шагом на пути создания обширной Австрийской монархии, просуществовавшей до XX века.